# Fakhri A. Bazzaz
Fakhri Al-Bazzaz (Bagdad, 16 de junio de 1933-Lexington, 6 de febrero de 2008) fue un ecologista vegetal iraquí-estadounidense que se especializó en el estudio de la sucesión ecológica de comunidades vegetales. Fue profesor y autor prolífico, estuvo clasificado entre los diez "científicos más citados en medio ambiente y ecología, 1992-2002".

## Primeros años
Nació en el seno de una familia musulmana sunita en Bagdad, Irak. Después de obtener su licenciatura en biología en la Universidad de Bagdad (1953), recibió un nombramiento en el distrito educativo de Rasafa en Bagdad. Su carrera científica estuvo influenciada por el biólogo Abdul Karim Al-Khudairy y el meteorólogo Abdul Jabbar Abdullah de la Universidad de Bagdad. Completó sus estudios en la Universidad de Illinois en Urbana-Champaign, donde recibió títulos de posgrado; una maestría en ciencias en 1960 y un doctorado en 1963.

## Carrera
Trabajó como profesor en la Universidad de Bagdad antes de convertirse en profesor en la Universidad de Illinois. En la Universidad de Harvard, se desempeñó como Profesor Timken de Ciencias y Profesor Mallinckodt de Biología.Se especializó en el estudio de la sucesión de comunidades vegetales. Fue autor de seis libros y más de 200 artículos científicos, incluido un importante artículo académico de 1990 sobre los efectos del dióxido de carbono. En mayo de 1997, como uno de los 21 expertos estadounidenses en sistemas ecológicos y clima, firmó conjuntamente una carta dirigida al presidente Bill Clinton y al vicepresidente Al Gore sobre el cambio climático global. Ocupó el puesto entre los diez primeros de los "científicos más citados en medio ambiente y ecología, 1992-2002".
De sus muchos honores, fue elegido miembro de varias organizaciones: Clare Hall de la Universidad de Cambridge, la Asociación Estadounidense para el Avance de la Ciencia, la Academia Estadounidense de Artes y Ciencias y la Sociedad Japonesa para la Promoción de la Ciencia. Sus premios incluyen una beca Guggenheim, el premio Humboldt, la medalla Nevada, el premio Rey Faisal de Biología, una cátedra Leverhulme, y el premio UIUC LAS Alumni Achievement Award. Fue miembro fundador de la Academia Nacional de Ciencias de Irak en 2003 y miembro del consejo asesor de la Fundación Árabe de Ciencia y Tecnología (ASTF); El Premio Fakhri Bazzaz de la ASTF se estableció en su honor.

## Vida personal
Se casó con la bióloga Maarib Bakri en 1958 y tuvo dos hijos, una hija Sahar y un hijo Ammar. El hermano de Bazzaz, Abd ar-Rahman al-Bazzaz, fue secretario general de la OPEP y primer ministro de Irak. Los intereses de Bazzaz incluían la caligrafía árabe y la poesía árabe. Falleció en 2008 en Lexington, Massachusetts, por complicaciones relacionadas con un derrame cerebral.

## Publicaciones seleccionadas
- (1977) Asignación de recursos vegetales, con John Grace [9]
- (1985) El efecto del CO2  atmosférico elevado en las comunidades de plantas, con K. Garbutt, WE Williams
- (1992) Vida vegetal en un mundo rico en CO 2, con Eric D. Fajer [10]
- (1996) Dióxido de carbono, poblaciones y comunidades, con Christian Korner
- (1996) Plantas en entornos cambiantes. : vinculando la ecología fisiológica, poblacional y comunitaria
- (1996) El cambio climático global y la producción agrícola, efectos directos e indirectos de los cambios en los procesos hidrológicos, edafológicos y fisiológicos de las plantas, con Wim G Sombroek
- (2002) Efectos interactivos de la diversidad de nutrientes y el CO 2 elevado en comunidades de plantas experimentales, con Jin-Sheng He y Bernhard Schmid [11]